# Jean de Courcy
Pour les articles homonymes, voir Courcy et Jean de Courcy (lord d'Ulster).
Jean de Courcy, né en 1360, probablement à Courcy, est un seigneur et trouvère normand.

## Biographie
Jean de Courcy appartient à la famille de Courcy, dans l’actuel arrondissement de Falaise ; il est le fils de Guillaume de Courcy, chevalier, sire de Bourg-Achard, et de Jeanne Malet, dame de Plasnes. Son frère aîné, Guillaume, hérite de Bourg-Achard mais meurt en 1396 ; sa sœur Elisabeth est mariée à Mathurin Patry. Jean devient à son tour seigneur de la baronnie de Courcy. On lui connaît au moins cinq enfants. 
Dans les mémoires historiques de sa maison, il est qualifié d’« homme puissant ès-lettres ». En effet, Jean de Courcy est l’auteur d’un ouvrage intitulé la Bouquechardière, ainsi appelé parce qu’il l'a composé au Bourg-Achard, dont il est seigneur par sa mère. Il s’agit d’une assez ample histoire en prose des Grecs et des Romains : elle couvre la période depuis la Création jusqu’à l’époque de Jules César, tout en se référant à l’histoire biblique, celle de l’Assyrie et de Babylone. Elle n’a jamais été publiée. L’original a été perdu mais l’on en connaît pas moins de 23 copies au XVe siècle. L’exemplaire de la Bibliothèque nationale de France, Ms français 65-66, est daté de 1473.
L’un de ses manuscrits a été enluminé par le maître de l'Échevinage de Rouen entre 1417 et 1422, à l’époque de la domination anglaise de la Normandie.
Jean de Courcy a composé en vers un autre ouvrage non moins considérable, intitulé Le Chemin de vaillance ou le songe doré, poème allégorique de plus de 40 000 vers, écrit à Caudebec entre 1426 et 1428. Il est conservé à la Bibliothèque britannique, Royal Ms 14 E II.